# VM i landevejscykling 2015
VM i landevejscykling 2015 fandt sted i Richmond, Virginia fra 19. - 27. september 2015. Konkurrencen var den 88. VM i landevejscykling. Peter Sagan vandt herrernes linjeløb og Lizzie Armitstead vandt damernes linjeløb.

## Medaljevindere

### Eliteløb
| Løb                       | Guld | Guld          | Sølv | Sølv     | Bronze | Bronze   |
| ------------------------- | --- | ------------- | --- | -------- | --- | -------- |
| Herrernes løb             | |               | |          | |          |
| Herrernes linjeløb        | Peter Sagan (SVK) | 6h 14' 37"    | Michael Matthews (AUS) | + 3"     | Ramūnas Navardauskas (LTU) | + 3"     |
| Herrernes enkeltstart     | Vasil Kiryienka (BLR) | 1h 02' 29.45" | Adriano Malori (ITA) | + 9.08"  | Jérôme Coppel (FRA) | + 26.62" |
| Herrernes holdenkeltstart | BMC Racing Team | 42' 07.97"    | Etixx-Quick Step | + 11.35" | Movistar Team | + 30.11" |
| Herrernes holdenkeltstart | Rohan Dennis (AUS) Silvan Dillier (SUI) Stefan Küng (SUI) Daniel Oss (ITA) Taylor Phinney (USA) Manuel Quinziato (ITA)            | 42' 07.97"    | Tom Boonen (BEL) Michał Kwiatkowski (POL) Yves Lampaert (BEL) Tony Martin (GER) Niki Terpstra (NED) Rigoberto Urán (COL)                | + 11.35" | Andrey Amador (CRC) Jonathan Castroviejo (ESP) Alex Dowsett (GBR) Ion Izagirre (ESP) Adriano Malori (ITA) Jasha Sütterlin (GER)           | + 30.11" |
| Damernes løb              | |               | |          | |          |
| Damernes linjeløb         | Lizzie Armitstead (GBR) | 3t 23' 56"    | Anna van der Breggen (NED) | s.t.     | Megan Guarnier (USA) | s.t.     |
| Damernes enkeltstart      | Linda Villumsen (NZL) | 40' 29.87"    | Anna van der Breggen (NED) | + 2.54"  | Lisa Brennauer (GER) | + 5.26"  |
| Damernes holdenkeltstart  | Velocio–SRAM | 47' 35.72"    | Boels-Dolmans | + 6.66"  | Rabo-Liv | + 56.12" |
| Damernes holdenkeltstart  | Alena Amialiusik (BLR) Lisa Brennauer (DEU) Karol-Ann Canuel (CAN) Barbara Guarischi (ITA) Mieke Kröger (DEU) Trixi Worrack (DEU) | 47' 35.72"    | Lizzie Armitstead (GBR) Chantal Blaak (NED) Christine Majerus (LUX) Katarzyna Pawłowska (POL) Evelyn Stevens (USA) Ellen van Dijk (NED) | + 6.66"  | Lucinda Brand (NED) Thalita de Jong (NED) Shara Gillow (AUS) Roxane Knetemann (NED) Katarzyna Niewiadoma (POL) Anna van der Breggen (NED) | + 56.12" |

### Under-23 løb
| Løb                        | Guld                     | Guld       | Sølv                        | Sølv     | Bronze               | Bronze   |
| -------------------------- | ------------------------ | ---------- | --------------------------- | -------- | -------------------- | -------- |
| Under-23 herrer            |                          |            |                             |          |                      |          |
| Herrernes U-23 linjeløb    | Kévin Ledanois (FRA)     | 3t 54' 45" | Simone Consonni (ITA)       | s.t.     | Anthony Turgis (FRA) | + 2"     |
| Herrernes U-23 enkeltstart | Mads Würtz Schmidt (DEN) | 37' 10.96" | Maximilian Schachmann (GER) | + 12.20" | Lennard Kämna (GER)  | + 21.02" |

### Junior løb
| Løb                          | Guld               | Guld       | Sølv                         | Sølv        | Bronze                   | Bronze      |
| ---------------------------- | ------------------ | ---------- | ---------------------------- | ----------- | ------------------------ | ----------- |
| Juniorløb herrer             |                    |            |                              |             |                          |             |
| Herrernes junior-linjeløb    | Felix Gall (AUT)   | 3t 11' 09" | Clément Bétouigt-Suire (FRA) | s.t.        | Rasmus Pedersen (DEN)    | + 1"        |
| Herrernes junior-enkeltstart | Leo Appelt (GER)   | 37' 45.01" | Adrien Costa (USA)           | + 17.22"    | Brandon McNulty (USA)    | + 59.74"    |
| Juniorløb damer              |                    |            |                              |             |                          |             |
| Damernes junior linjeløb     | Chloe Dygert (USA) | 1t 42' 16" | Emma White (USA)             | + 1' 23"    | Agnieszka Skalniak (POL) | + 1' 28"    |
| Damernes junior-enkeltstart  | Chloe Dygert (USA) | 20' 18.47" | Emma White (USA)             | + 1' 05.53" | Anna-Leeza Hull (AUS)    | + 1' 26.08" |

## Medaljeoversigt
| Sted  | Nation         | 1  | 2  | 3  | Total |
| ----- | -------------- | -- | -- | -- | ----- |
| 1     | USA            | 3  | 3  | 2  | 8     |
| 2     | Tyskland       | 2  | 1  | 2  | 5     |
| 3     | Frankrig       | 1  | 1  | 2  | 4     |
| 4     | Danmark        | 1  | 0  | 1  | 2     |
| 5     | Østrig         | 1  | 0  | 0  | 1     |
| 5     | Hviderusland   | 1  | 0  | 0  | 1     |
| 5     | Storbritannien | 1  | 0  | 0  | 1     |
| 5     | New Zealand    | 1  | 0  | 0  | 1     |
| 5     | Slovakiet      | 1  | 0  | 0  | 1     |
| 10    | Holland        | 0  | 3  | 1  | 4     |
| 11    | Italien        | 0  | 2  | 0  | 2     |
| 12    | Australien     | 0  | 1  | 1  | 2     |
| 13    | Belgien        | 0  | 1  | 0  | 1     |
| 14    | Litauen        | 0  | 0  | 1  | 1     |
| 14    | Polen          | 0  | 0  | 1  | 1     |
| 14    | Spanien        | 0  | 0  | 1  | 1     |
| Total | Total          | 12 | 12 | 12 | 36    |